# Asturodes fimbriauralis
Asturodes fimbriauralis là một loài bướm đêm trong họ Crambidae.